# ジグネ (小惑星)
ジグネ (502 Sigune) は、小惑星帯に位置する小惑星である。
マックス・ヴォルフがハイデルベルクで発見し、ヴォルフラム・フォン・エッシェンバッハの小説「Titurel」の登場人物の名前にちなんで命名された。